# Màng màng tím
Màng màng tím hay màn màn tím (danh pháp hai phần: Cleome rutidosperma) là một loài thực vật có hoa trong họ Màng màng (Cleomaceae). Loài này được DC. mô tả khoa học đầu tiên năm 1824.